# Тетраццини (блюдо)
Тетрацци́ни (англ. tetrazzini) — популярное блюдо американской кухни, в традиционной рецептуре представляет собой пасту с мясом птицы, преимущественно курятины и индюшатины, с грибами, сыром и спагетти в сливочном соусе. Блюдо названо в 1920-е годы в честь знаменитой итальянской певицы начала XX века Луизы Тетраццини, поскольку, по некоторым данным, было её любимым.

## История
Принято считать, что тетраццини придумал примерно в 1908—1910 году Эрнест Арбогаст, шеф-повар Palace Hotel в Сан-Франциско: именно в этом калифорнийском городе 11 января 1905 года состоялся американский дебют Луизы Тетраццини (партия Джильды в опере Верди «Риголетто»). Однако существует и другая версия, согласно которой впервые блюдо был изготовлено в нью-йоркском Knickerbocker Hotel. Первый медийный отклик на тетраццини с индейкой появился в октябре 1908 года в американском женском журнале Good Housekeepingpublished: читательницам сообщалось, что блюдо из индейки, изготовленной в сливочном соусе со спагетти, тёртым сыром, нарезанными грибами и посыпанное хлебной крошкой, они могут найти «в ресторане на 42-й улице».
Тетраццини с цыплёнком сделал знаменитым шеф-повар Louis Paquet.

## Ингредиенты
Универсального стандарта для тетраццини не существует, так что рецептов имеется изрядное множество: зачастую их различают по основному наполнителю (к примеру, тетраццини с цыплёнком, тетраццини с тунцом). В качестве макаронных изделий могут выступать, к примеру, лингвини, спагетти или яичная лапша. Для украшения может использоваться сочетание петрушки и хлебной крошки, но иногда также тёртый сыр и миндаль. Традиционное приготовление блюда — запекание в духовке, в посуде типа «кассероль». В некоторых рецептах рекомендуется добавление грибного супа-пюре со сливками. Существуют и другие рецепты тетраццини, в том числе и существенно более сложные.